# Apostolskie Pomocnice
Apostolskie Pomocnice - (Towarzystwo Apostolskich Pomocnic; łac. Auxiliatrices Apostolicae). Jego członkinie mają pomagać w duszpasterstwie Cyganów, między innymi prowadząc ośrodek duszpasterstwa Romów w Bajerzu. Nazwa wspólnoty nawiązuje do określenia ewangelicznych niewiast, które usługiwały ze swego mienia apostołom.